# Duomo di Spoleto
Il duomo di Spoleto, il cui nome ufficiale è cattedrale di Santa Maria Assunta, è il principale luogo di culto cattolico della città di Spoleto, chiesa madre dell'arcidiocesi di Spoleto-Norcia. È monumento nazionale italiano.
La cattedrale venne costruita tra il 1151 e il 1227 in luogo di un edificio preesistente; faceva parte della Vaita De Domo. Venne consacrata da Papa Innocenzo III nel 1198 . Al suo interno, nell'abside, vi è il pregevole ciclo di affreschi di Filippo Lippi Storie della Vergine, dipinto negli ultimi anni di vita dell'artista, tra il maggio 1467 e il settembre 1469.

## Storia
La cattedrale di Santa Maria Assunta venne costruita in stile longobardo nell'ultimo terzo del XII secolo in sostituzione della preesistente chiesa di Santa Maria del Vescovato costruita nel VIII-IX
All'inizio del XIII secolo viene eretta la facciata e terminato il campanile. Dal punto di vista progettuale la facciata viene ritoccata più volte, sino ad assumere la conformazione attuale di facciata a "capanna". Si può affermare dunque, che la facciata sia stata completata, così come ci è giunta oggi, nel 1207, anno in cui è stato apposto e firmato il mosaico di Solsterno.
Nel 1491 venne aggiunto, ad opera di Antonio Barocci e della sua bottega, il portico della facciata, in stile rinascimentale, che aveva il compito di conferire maggiore magnificenza alla cattedrale. Per la sua costruzione, si pensò dunque di inserire tra la cappella dell'Assunta ed il campanile, un elemento composto da cinque arcate, sormontate da una ricca trabeazione ornata ed un terrazzo superiore, che permetteva di esporre durante le festività cittadine la Icone della Vergine.
Tra i secoli XVII e XVIII, l'interno della cattedrale subì pesanti rifacimenti in stile barocco. Nel 1608, Maffeo Barberini divenne arcivescovo di Spoleto e subito mostrò l'intenzione di voler cambiare l'aspetto della cattedrale. Diventato in seguito pontefice col nome di Urbano VIII, poté completare la sua opera grazie anche all'aiuto del nipote Francesco Barberini, che a sua volta divenne arcivescovo di Spoleto. Tra 1638 e 1644, per opera di Luigi Arrigucci e Domenico Castelli l'impianto basilicale fu così sconvolto e furono completamente ricostruite la navata centrale e le due laterali.
I lavori di rifacimento interno furono completati soltanto verso fine del XVIII secolo, quando a Giuseppe Valadier fu dato l'incarico di progettare le edicole presenti nelle navatelle, gli altari di testata dei transetti e l'altare maggiore.

## Descrizione

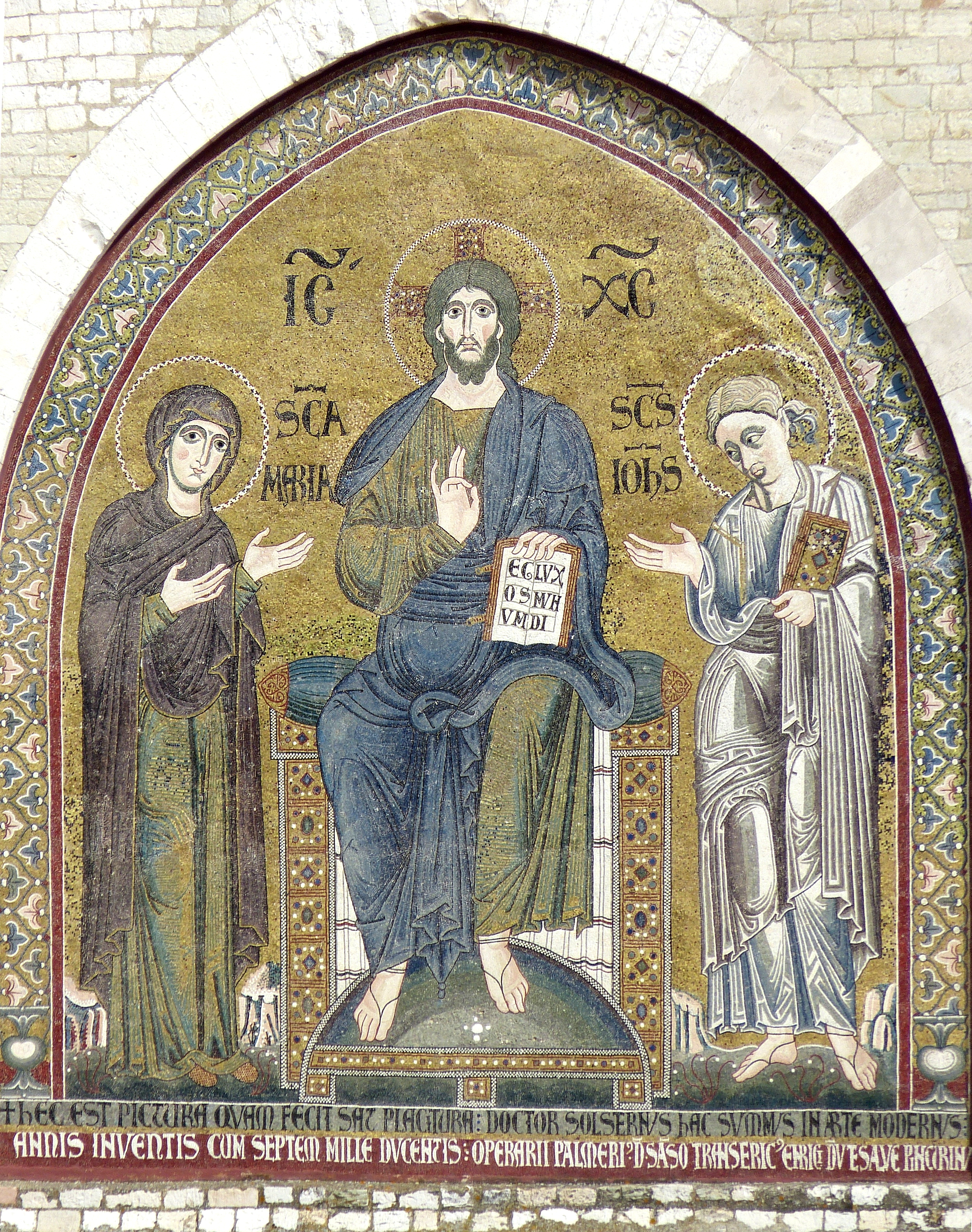
Cristo in trono fra la Madonna e San Giovanni Evangelista, Solsterno (1207)

### Esterno
La facciata della cattedrale di Santa Maria Assunta, del XIII secolo, è a capanna, con paramento murario costituito da blocchi in pietra.
Nella parte inferiore si apre il portico rinascimentale, realizzato su progetto di Antonio Barocci. Esso si apre sull'esterno con cinque arcate a tutto sesto intervallate da colonne corinzie; ai lati, due piccoli pulpiti entro nicchie. Il portico è coronato da una balaustra marmorea.
La parte superiore della facciata, in stile romanico, è divisa in due fasce sovrapposte da un cornicione poggiante su archetti ciechi; nell'ordine inferiore si aprono cinque rosoni, dei quali il centrale più grande; nella parte superiore, invece, tre grandi nicchie ogivali, e altri tre rosoni; nella nicchia centrale, vi è il mosaico Cristo in trono fra la Madonna e San Giovanni Evangelista (1207). Le tre nicchie ogivali, il mosaico di Solsterno e gli elementi decorativi sugli spioventi tradiscono le influenze gotiche di una facciata che per il resto è in stile romanico.

Alla sinistra della facciata, si innalza la torre campanaria duecentesca (con rimaneggiamenti successivi) a pianta quadrata; su ognuno dei quattro lati, vi è, in alto, una bifora che dà sulla cella campanaria. Il campanile termina con una cuspide ottagonale.

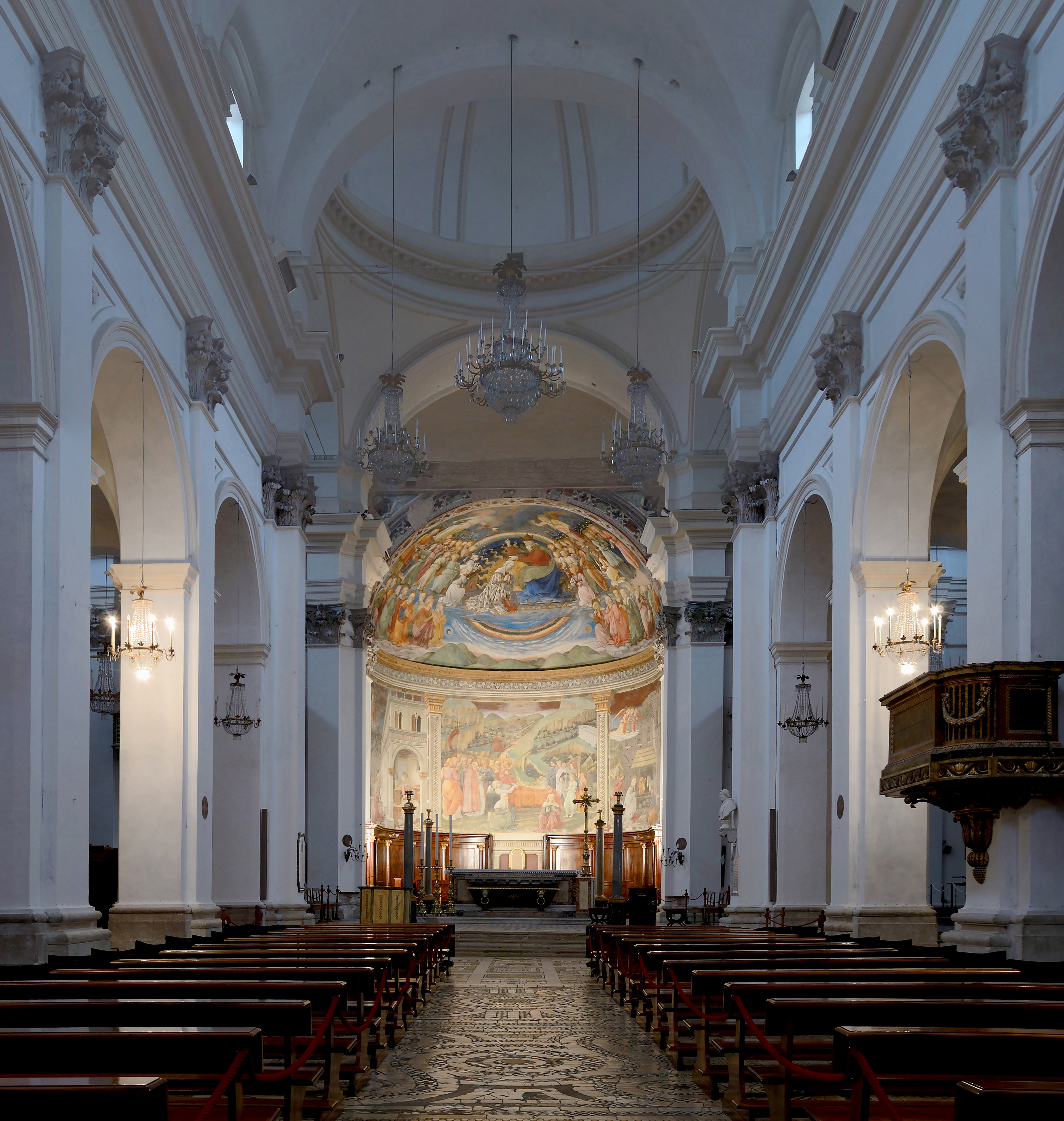
Interno.

### Interno
L'interno della cattedrale è in stile barocco (XVII secolo) ed è a croce latina, con tre navate di sei campate ciascuna, transetto, abside semicircolare e cupola senza tamburo a copertura della crociera. Dalle due navate laterali si aprono numerose cappelle aggiunte alla fine del XVIII secolo da Giuseppe Valadier.
La navata centrale e il transetto sono coperti con volta a botte lunettata, mentre le navate laterali con volta a crociera.
Sulla controfacciata, al disotto del rosone centrale, si trova una grande lapide commemorativa dei restauri del XVII secolo, voluti dai Barberini.

### Presbiterio

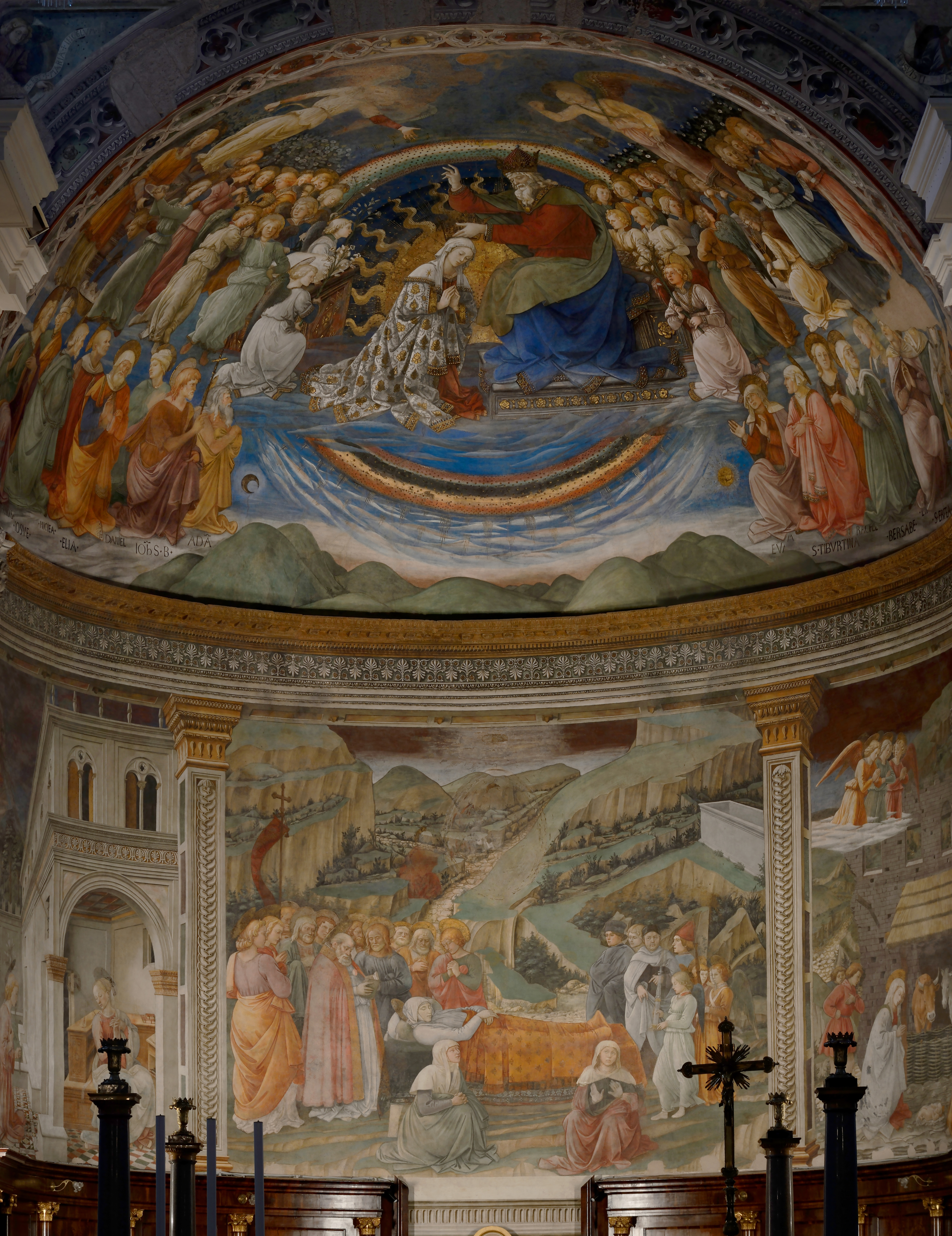
Gli affreschi quattrocenteschi di Filippo Lippi.

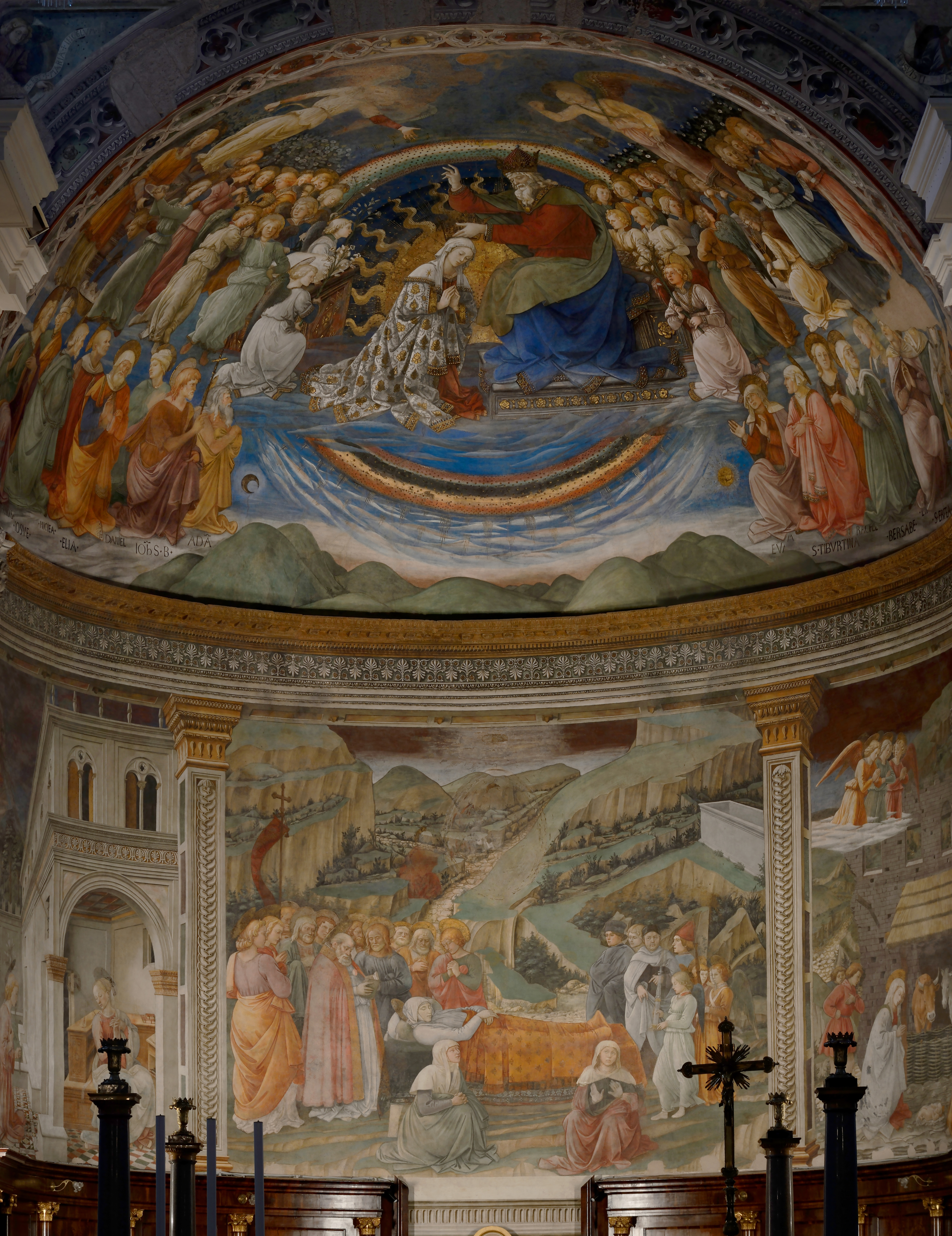
Gli affreschi quattrocenteschi di Filippo Lippi.

Oltre la crociera, in asse con la navata centrale, vi è l'abside quattrocentesca, con i pregevoli affreschi di Filippo Lippi (1467-1469) raffiguranti Storie della Vergine.
In particolare troviamo, da sinistra a destra e poi in alto:
- L'Annunciazione
- La Dormitio Virginis
- La Natività
- L'Incoronazione

Al centro del presbiterio vi è l'altare maggiore in marmi policromi, opera di Giuseppe Valadier, affiancato da quattro alte colonne-portacero.
Sul pavimento di fronte all'altare maggiore, si trova la lapide sepolcrale di Pietro Gaddi da Forlì, già vescovo di Spoleto.
I due bracci del transetto terminano con altari di fine Settecento, opera anch'essi di Giuseppe Valadier. 

### Le cappelle
All'interno si trovano numerose cappelle; gli altari in marmi policromi e pietre dure semipreziose (agate, corniole, diaspri, lapislazzuli) delle navate e del transetto sono collocati in modo simmetrico e speculare. Come anche l'altare maggiore sono opera di Giuseppe Valadier, architetto neoclassico, su commissione di Papa Pio VI.

#### Navata destra

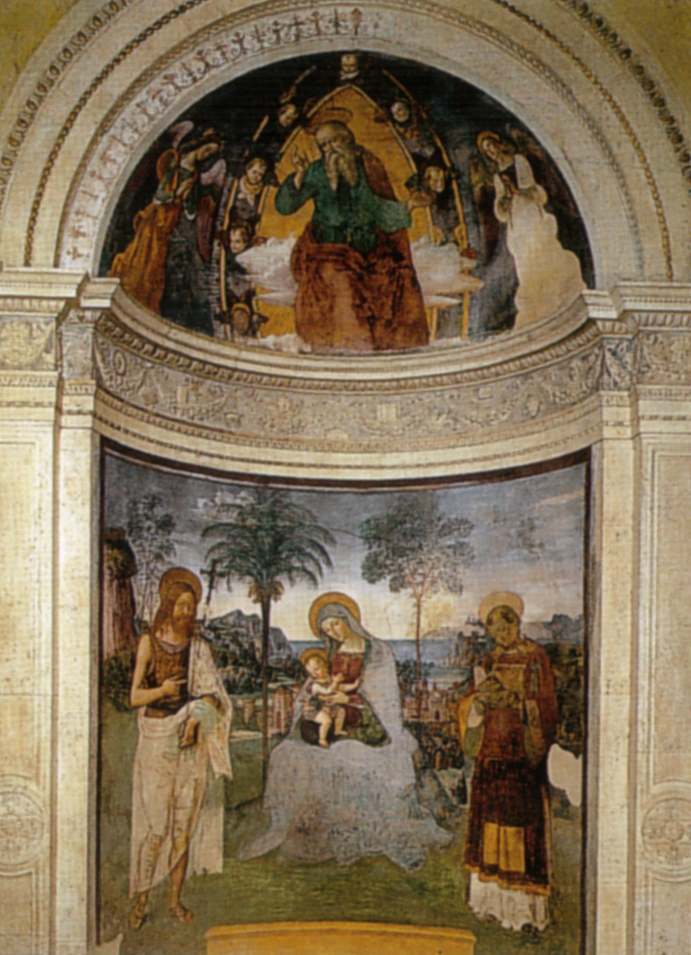
Cappella del vescovo Eroli, affreschi del Pinturicchio, 1497

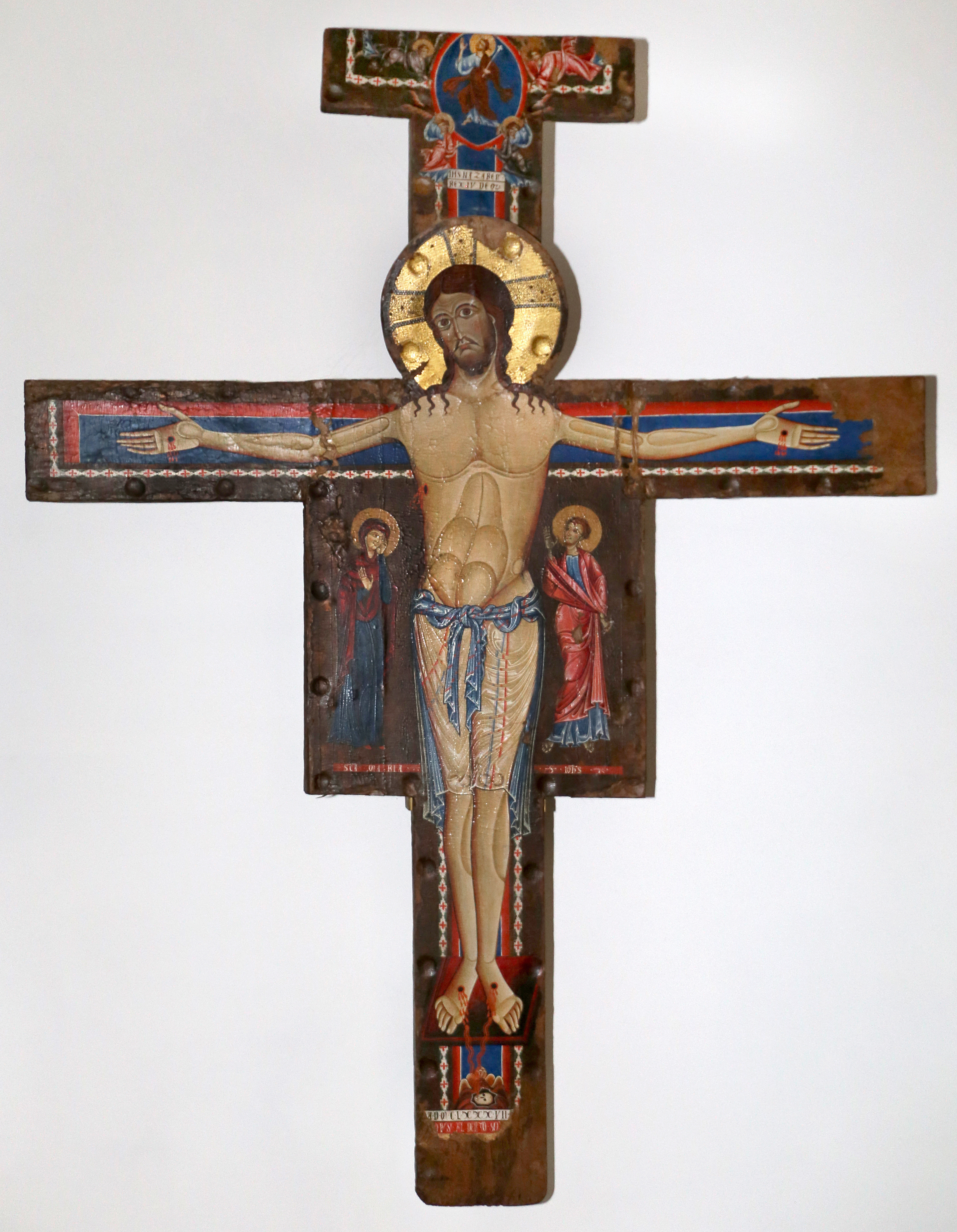
Alberto Sotio, Crocifisso, 1187

- Prima campata: varco d'accesso alla Cappella del vescovo Eroli.

 Ambiente adibito fino al 1845 a battistero, con pregevoli affreschi del Pinturicchio, opere realizzate nel 1497, locali oggi adibiti ad ingresso e biglietteria. Da una cappella sepolcrale degli Eroli attigua si accede alla Cappella dell'Assunta, iniziata da Costantino Eroli e terminata dal successore Francesco Eroli. Sulla parete principale è collocata una tela raffigurante la Madonna Assunta venerata dal vescovo Eroli e, più esternamente, la Crocifissione con i dodici Apostoli e San Giovanni Battista, opere di Jacopo Siculo. Il Fonte battesimale, in marmo di Carrara di forma ottagonale con raffigurazioni di Natività, Circoncisione, Visita dei Re Magi, Purificazione, Fuga in Egitto, Disputa co' Dottori, Battesimo, Circoncisione.
- Seconda campata: Cappella della Deposizione.[9] Architettura di Giuseppe Valadier[10] delimitata da colonne sormontate da timpano triangolare. Sulle cimase una coppia di putti sorregge una corona di spine. L'edicola custodisce il dipinto raffigurante la Deposizione di Gesù Cristo, opera di Domenico Sorit.
- Terza campata: Cappella di Sant'Andrea Avellino. Architettura di Giuseppe Valadier[10] delimitata da lesene e semicolonne sormontate da timpano ad arco. Sulle cimase una coppia di putti sorregge una croce fra vasotti con fiamme. L'edicola custodisce il dipinto raffigurante la Morte di Sant'Andrea Avellino, opera di Bernardino Nocchi.
- Quarta campata: Cappella della Visitazione. Architettura di Giuseppe Valadier[10] delimitata da colonne sormontate da timpano triangolare. Sulle cimase una coppia di putti sorregge una corona. L'altare, di patronato Ancajani, custodisce il dipinto raffigurante la Visitazione della Beata Vergine Maria a Santa Elisabetta, opera di Giovanni Alberti.[11]
- Quinta campata: Cappella del Beato Gregorio. Architettura di Giuseppe Valadier[10] delimitata da lesene e semicolonne sormontate da timpano ad arco. Sulle cimase una coppia di putti sorregge una croce fra vasotti con fiamme. L'edicola custodisce il dipinto raffigurante l'Angelo porge il Sacro Chiodo al Beato Gregorio, opera di Pietro Abruzzi.[12]

- Sesta campata: varco d'accesso alla Cappella del Santissimo Crocifisso. Ambiente del XVII secolo ospitante il Crocifisso, opera di Alberto Sotio (1187), dipinto su pergamena inserito su supporto ligneo, bellissimo esemplare di Christus triumphans. Reliquia di Giovanni Paolo II.

#### Navata sinistra
- Prima campata: Ambiente dedicato a Santa Rita da Cascia. Simulacro raffigurante Santa Rita da Cascia.

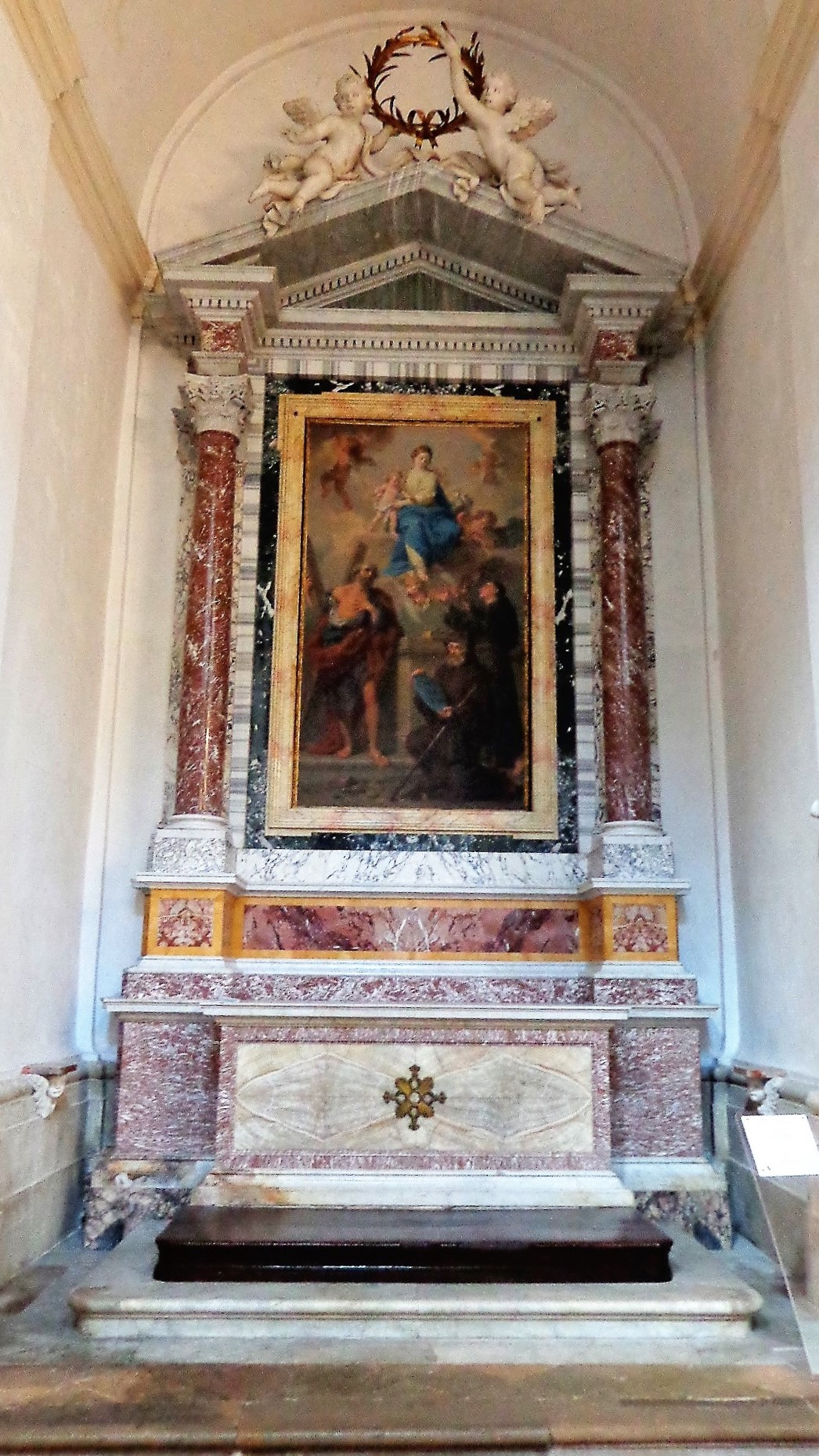
Cappella di Sant'Andrea Apostolo

- Seconda campata: Cappella di Sant'Andrea Apostolo. Architettura di Giuseppe Valadier[10] delimitata da colonne sormontate da timpano triangolare. Sulle cimase una coppia di putti sorregge una corona. L'edicola custodisce il dipinto raffigurante la Beata Vergine Maria ritratta tra Sant'Andrea Apostolo, San Francesco di Paola e Sant'Antonio di Padova, opera di Jacopo Alessandro Calvi.
- Terza campata: Cappella della Presentazione. Architettura di Giuseppe Valadier[10] delimitata da lesene e semicolonne sormontate da timpano ad arco. Sulle cimase una coppia di putti sorregge una croce fra vasotti con fiamme. L'edicola custodisce il dipinto raffigurante la Presentazione della Beata Maria Vergine al tempio, opera di Antonio Cavallucci da Sermoneta.[13]
- Quarta campata: Cappella di Sant'Antonio di Padova. Architettura di Giuseppe Valadier[10] delimitata da colonne sormontate da timpano triangolare. Sulle cimase una coppia di putti sorregge una corona di stelle. L'edicola con nicchia custodisce la statua in gesso raffigurante Sant'Antonio di Padova.
- Quinta campata: Cappella degli Angeli.[14] Architettura di Giuseppe Valadier[10] delimitata da lesene e semicolonne sormontate da timpano ad arco. Sulle cimase una coppia di putti sorregge una croce fra vasotti con fiamme. L'edicola custodisce il dipinto raffigurante l'Angelo Custode.

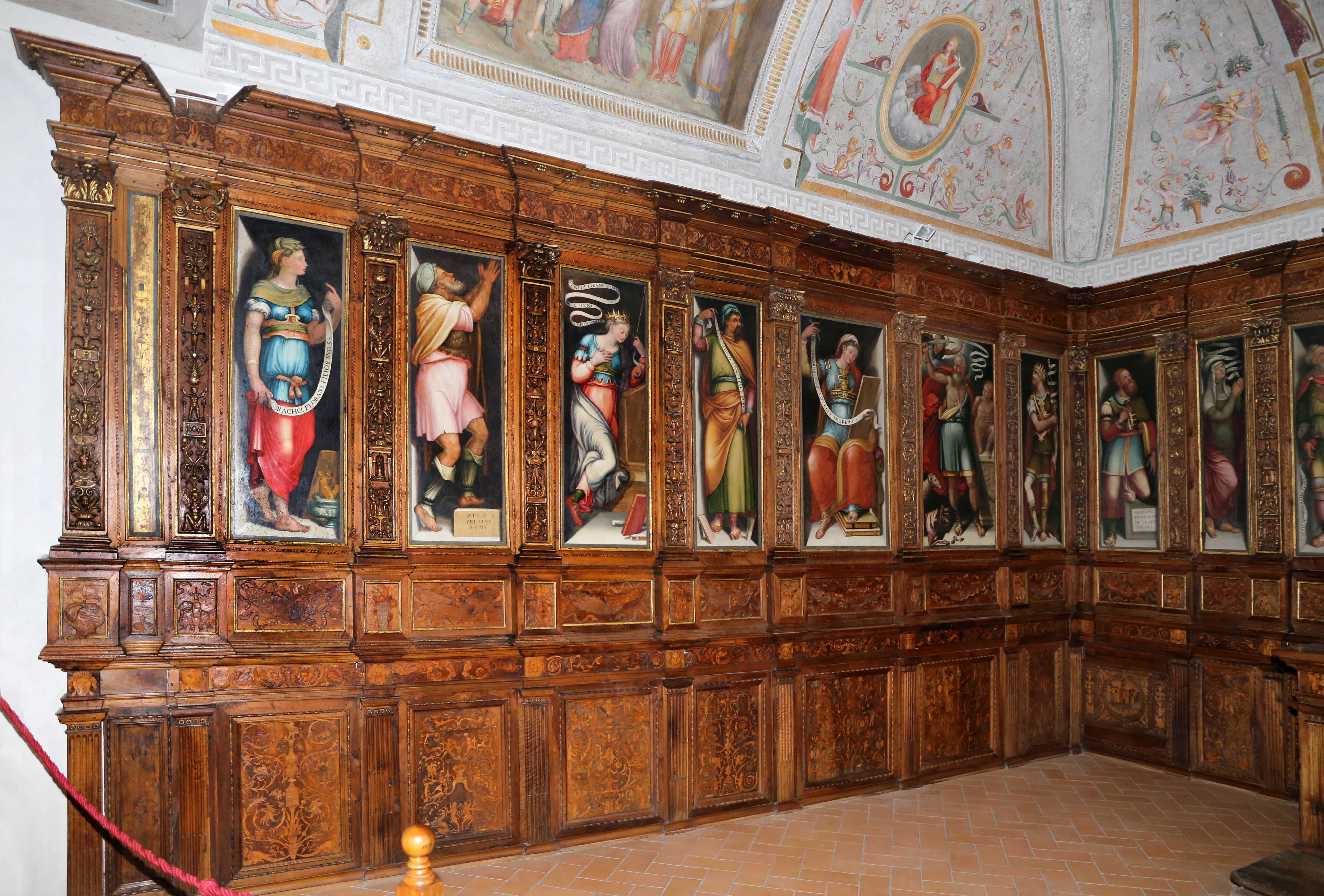
Cappella delle Reliquie, armadi di Giovanni Andrea di Ser Moscato e Damiano di Mariotto, 1548-54, con profeti e sibille di Francesco Nardini (1553-60)

- Sesta campata: varco d'accesso alla Cappella delle Reliquie.[14] Ambiente del 1542 - 1554 perfezionato con l'architettura di Giuseppe Valadier.[10] Dipinto Deposizione di Gesù Cristo, opera di Pietro Abruzzi. L'ambiente presenta un notevole Armadio delle Reliquie intagliato da Giovanni Andrea di Ser Moscato, con Storie della Vergine affrescate sulla volta da Francesco Nardini, entrambi dello stesso periodo. Nella cappella si trova anche una lettera autografa di San Francesco d'Assisi indirizzata a frate Leone, risalente al 1222 e conservata entro un tabernacolo - tempietto del XIX secolo.

### Transetto destro
- Cappella della Madonna della Manna d'oro. L'altare è un'architettura di Giuseppe Valadier[10]: all'interno dell'incasso delimitato da colonne giganti in pietra con capitelli fitomorfi, sono più piccole colonne marmoree sormontate da architrave. Sulle elementi aggettanti è collocata una coppia di angeli con le ali spiegate che sorregge un medaglione riproducente l'emblema dell'Ordine francescano. L'edicola custodisce il dipinto raffigurante la Madonna della Manna d'oro con San Francesco d'Assisi e Santa Dorotea, commissionata ad Annibale Carracci da Benedetto Gelosi, uomo colto e dedito al commercio con il quale si era arricchito, in memoria del figlio Francesco, a lui premorto nel 1591. la cui lastra tombale è ancora sul pavimento del transetto. La tela, probabilmente eseguita su un disegno o un progetto di Annibale dall'allievo Innocenzo Tacconi forse con la collaborazione di altri allievi, è databile al 1599 circa, poco prima che, l'anno seguente, fosse completata la cappella fondata dal Gelosi. Essa aveva nella volta dipinti di Benedetta Bandiera e fu distrutta nel rinnovamento che il Duomo ebbe tra 1638 e 1644.[15]
  - Alla parete sinistra è incastonato il monumento funebre di Filippo Lippi, opera commissionata da Lorenzo de' Medici detto il Magnifico con iscrizione di Angelo Poliziano.[16]
  - Alla parete destra è addossato il monumento funebre di Giovan Francesco Orsini, opera di Ambrogio Barocci.[17]
    - Monumento funebre di Fulvio Orsini, vescovo di Spoleto dal 1563 al 1581.[18]

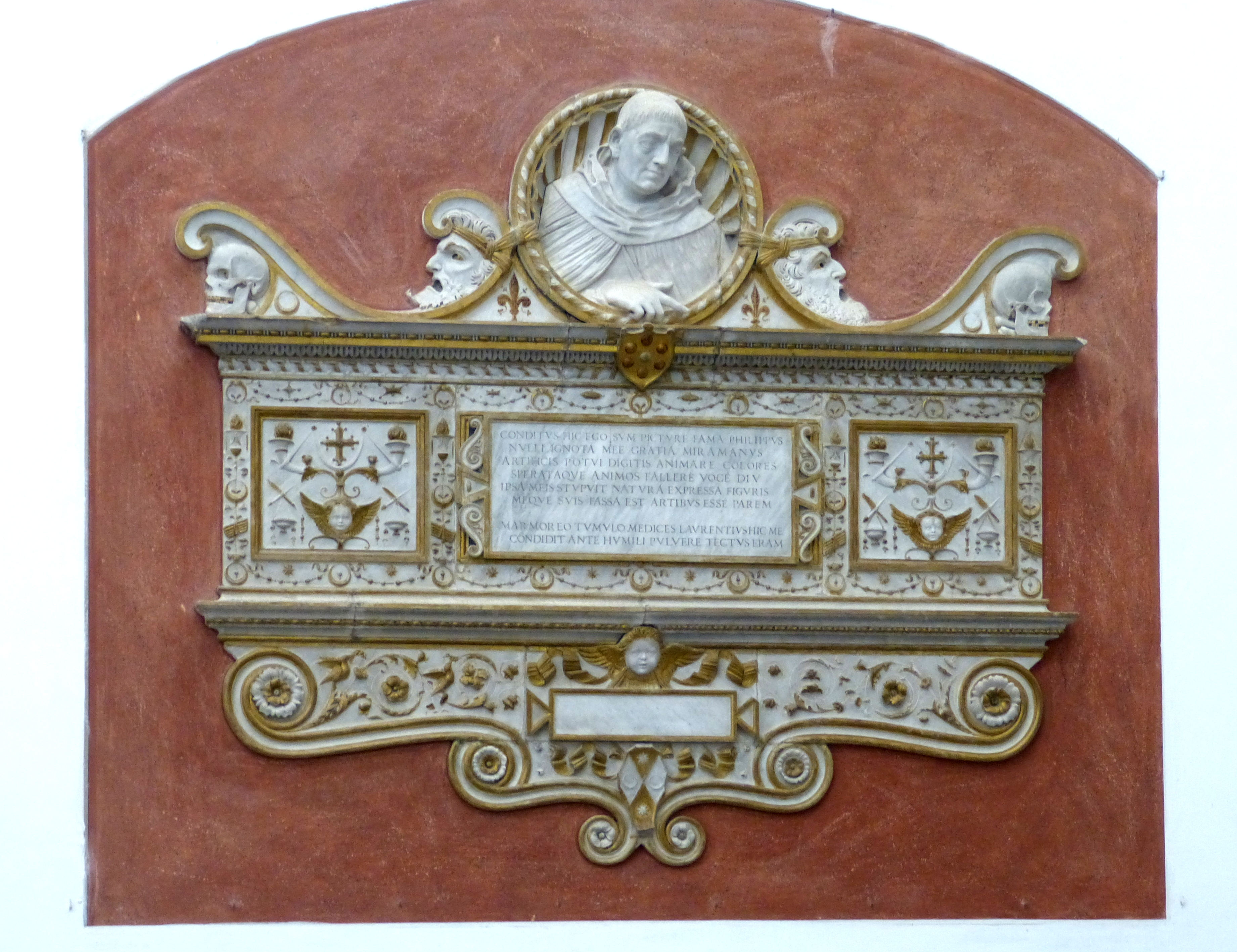
Monumento funebre di Filippo Lippi
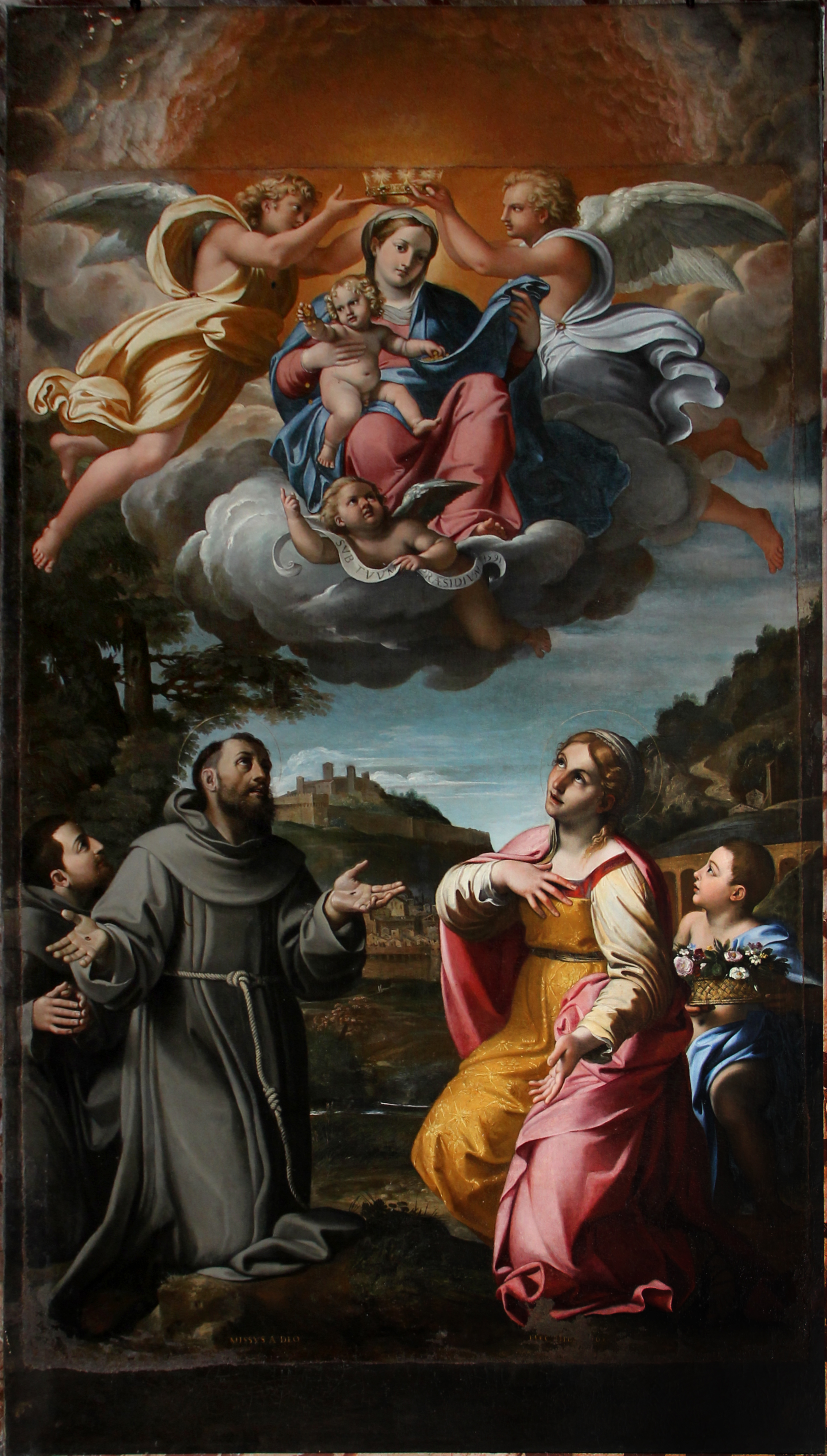
Madonna della Manna d'oro ritratta con San Francesco d'Assisi e Santa Dorotea, opera di Innocenzo Tacconi
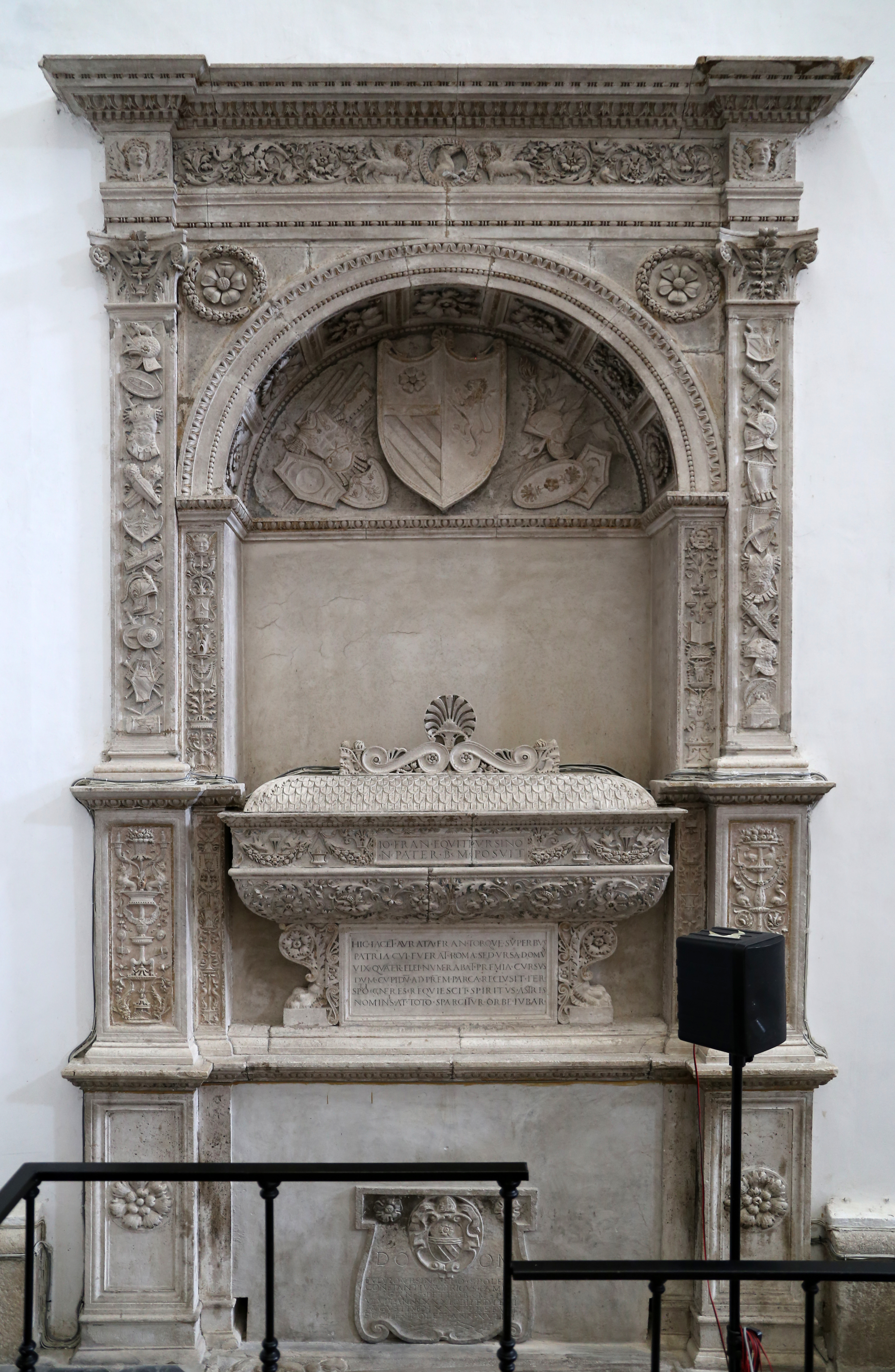
Ambrogio Barocci, monumento funebre di Giovan Francesco Orsini, 1499-1500

### Absidiola destra
- Cappella della Santissima Icone.[19] Ambiente patrocinato dalla famiglia Mauri con architetture di Giovan Battista Mola del XVII secolo e dipinti raffiguranti storie della Beata Vergine Maria, opere di scuola romana. La sopraelevazione presenta colonne scanalate sormontate da doppio timpano triangolare, sovrapposto, spezzato e simmetrico, stele intermedia con iscrizione delimitata da puttini e volute, chiusa superiormente da timpano ad arco e croce apicale. La calotta interna della cupola presenta un ricco reticolo e rosette in stucco indorate. Nelle nicchie laterali dell'incasso statue coronate indicano il centro dell'edicola ove, sotto la raffigurazione del paraclito, è custodita la Icone bizantina del XI-XII secolo donata da Federico Barbarossa nel 1185 alla città in segno di riconciliazione, dopo averla saccheggiata trenta anni prima. La cappella è adorna di stucchi, affreschi ed un tabernacolo opera di vari artisti. Le statue sono opere realizzate da Alessandro Algardi, i busti raffigurano i committenti Andrea Mauri e Livia Zucconi da Camerino.[20]

### Presbiterio
Oltre la crociera, in asse con la navata centrale, vi è l'abside quattrocentesca, con i pregevoli affreschi di Filippo Lippi (1467-1469) raffiguranti Storie della Vergine.
In particolare troviamo, da sinistra a destra e poi in alto:
- L'Annunciazione
- La Dormitio Virginis
- La Natività
- L'Incoronazione

Al centro del presbiterio vi è l'altare maggiore in marmi policromi, opera di Giuseppe Valadier, affiancato da quattro alte colonne-portacero.
Sul pavimento di fronte all'altare maggiore, si trova la lapide sepolcrale di Pietro Gaddi da Forlì, già vescovo di Spoleto.
I due bracci del transetto terminano con altari di fine Settecento, opera anch'essi di Giuseppe Valadier. 

### Absidiola sinistra
- Cappella del Santissimo Sacramento.[21] L'ambiente, realizzato tra 1583 e 1632, è decorato da affreschi di Francesco Refini nella volta (1684), stucchi di Giovanni da Foligno, da dipinti Pietro Abruzzi e Liborio Cioccetti e dal tabernacolo realizzato da Francesco Giovannelli da Volterra. La prima aula presenta statue in stucco raffiguranti Angeli recanti i Simboli della Passione, in senso orario rispettivamente la Colonna della Flagellazione, il Volto Santo o Mandylion, i Chiodi, la Canna, la Lancia, la Croce, la Corona di spine, il Sudario. Alle statue laterali della navatella si alternano quattro dipinti. La volta è decorata con quindici riquadri affrescati e ornata con rosette e teste di putto in stucco. Due angeli delimitano la sopraelevazione svelando le frange di un ricco baldacchino sorretto da altrettanti puttini con cherubini adoranti. Sui riccioli del timpano definito da un architrave a semiarco con estremità aggettanti, sono adagiate due allegorie, un medaglione funge da stele intermedia, chiude la prospettiva un lunettone con affrescata la scena della Natività di Gesù. Al centro un articolato ciborio marmoreo con tabernacolo sormontato da puttini e raggiera dorata con raffigurazione dello Spirito Santo o Paraclito.

### Transetto sinistro
- Cappella di San Ponziano. Architettura di Giuseppe Valadier[10] delimitata da colonne in pietra con capitelli fitomorfi, all'interno dell'incasso colonne marmoree sormontate da architrave. Sulle elementi aggettanti è collocata una coppia di angeli con le ali spiegate che sorregge un medaglione riproducente il motto dell'Ordine francescano. L'edicola custodisce il dipinto raffigurante San Ponziano risparmiato dai leoni, opera di Cristoforo Unterperger.[22]
  - Nella parete sinistra è collocato il monumento funebre del cardinale Basilio Pompilj.
  - La parete destra ospita il dipinto raffigurante la Beata Vergine Maria ritratta tra Papa Clemente I e il Beato Gregorio.

### Organi a canne
Nel transetto, ai lati dell'abside, vi sono due cantorie gemelle barocche riccamente decorate con rilievi; ciascuna di essa ospita un organo a canne. Sulla cantoria nel braccio di destra vi è l'organo a canne Tamburini opus 142, costruito nel 1932; a trasmissione pneumatica, dispone di 26 registri su due manuali e pedale. Simmetricamente, nel braccio di sinistra, vi è un secondo strumento, opera della famiglia Fedeli e risalente al XVIII secolo; a trasmissione meccanica, dispone di 16 registri su un unico manuale e pedale.

### La cripta
La cripta di San Primiano, accessibile solo dalla canonica, risale al IX secolo ed è l'unico elemento rimasto dell'antico edificio altomedievale. Essa presenta una copertura con volta a botte e conserva affreschi coevi raffiguranti, forse, Storie di san Benedetto e santa Scolastica

## Galleria d'immagini
Rosoni, Navata e controfacciata, Navata e crociera, Emisfero absidale, Catino absidale, Cappella delle Reliquie.